# Emiel Henri Martony
Emiel Henri Martony (Ledeberg, 12 november 1889 – Brugge, 7 april 1951) was een Belgisch componist, dirigent, ambtenaar en schrijver.

## Levensloop
Martony studeerde aan de Hogeschool Gent Conservatorium. Gedurende de Eerste Wereldoorlog was hij dirigent van een militaire muziekkapel in Grevelingen. In deze periode publiceerde hij naast orkestwerken een aantal soldaten- en stapliederen. Hij vertrok later meerdere malen en woonde achtereenvolgens in Gent, Heist-op-den-Berg, Torhout, Kortrijk en Brugge.
Als componist schreef hij werken voor orkest, harmonie- en fanfareorkest, muziektheater (zangspelen en operettes), vocale muziek en kamermuziek.

## Composities

### Werken voor harmonie- of fanfareorkest
- Georgette, wals
- Pyrrh-Marsch
- Railway-Marsch
- Thor-Marsch
- Wip-Wip-Marsch

### Muziektheater

#### Operettes
| Voltooid in | titel                   | aktes       | première | libretto            |
| ----------- | ----------------------- | ----------- | -------- | ------------------- |
| 1926        | Als de liefde wil       | 3 bedrijven |          | Ferdinand Rodenbach |
| 1929        | Artistenbloed           | 3 bedrijven | 1929     | Georges Doorme      |
| 1936        | De nieuwe edelman       | 3 bedrijven |          | Paul Mersch         |
| 1939        | Boerenbloed             | 3 bedrijven |          | Paul Mersch         |
| 1943        | Het meisje van Zoetegem | 3 bedrijven |          | van de componist    |
|             | De Verlovingsring       | 3 bedrijven |          | Georges Doorme      |
|             | Een goede kroonprins    |             |          | Paul Mersch         |
|             | Engelijntje             | 3 bedrijven |          | van de componist    |

### Vocale muziek

#### Liederen
- Ge vielt... o vorst! - tekst: Ward Vervarcke[7]

### Werken voor beiaard
- Langs Brugge's groene Reitjes bewerkt door Eugeen Uten
- Mijn Vlaanderen, hoelang nog? bewerkt door Eugeen Uten